# Linea 8 (metropolitana di Shanghai)
La Linea 8 della metropolitana di Shanghai è una linea del sistema metropolitano di Shanghai, in Cina. Si estende per più di 37 km ed è servita da 28 stazioni.

## Stazioni

Mappa del percorso

| Linea 8 (八号线) |                          |                  |
| #                | Stazione                 | Collegamenti     |
| 1                | Shiguang Road            |                  |
| 2                | Nengjiang Road           |                  |
| 3                | Xiangyin Road            |                  |
| 4                | Huangxing Park           |                  |
| 5                | Middle Yanji Road        |                  |
| 6                | Huangxing Road           |                  |
| 7                | Jiangpu Road             |                  |
| 8                | Anshan Xincun            |                  |
| 9                | Siping Road              |                  |
| 10               | Quyang Road              | Linea 3          |
| 11               | Hongkou Football Stadium |                  |
| 12               | North Xizang Road        |                  |
| 13               | Zhongxing Road           |                  |
| 14               | Qufu Road                |                  |
| 15               | People's Square          | Linea 1; Linea 2 |
| 16               | Dashijie                 |                  |
| 17               | Laoximen                 |                  |
| 18               | Lujiabang Road           | Linea 9          |
| 19               | South Xizang Road        | Linea 4; Linea 7 |
| 20               | Yaohua Road              | Linea 7          |
| 21               | Chengshan Road           |                  |
| 22               | Yangsi                   |                  |
| 23               | Lingzhao Xincun          |                  |
| 24               | Luheng Road              |                  |
| 25               | Pujiang Town             |                  |
| 26               | Jiangyue Road            |                  |
| 27               | Lianhang Road            |                  |
| 28               | Shendu Highway           | Pujiang          |